# 樟叶泡花树
樟叶泡花树（学名：Meliosma squamulata），也叫綠樟，为清风藤科泡花树属下的一种常绿小乔木，高可達15米。